# Noel Odell
Noel Ewart Odell (* 25. Dezember 1890; † 21. Februar 1987) war ein britischer Geologe und Bergsteiger. Er war ein versierter Felskletterer, der bereits seit 1919 für seine Solobesteigung des Tennis-Schuhs in Snowdonia bekannt war.
Bei der Britischen Mount-Everest-Expedition 1924 war Odell der für die Sauerstoff-Versorgung verantwortliche Organisator der Everest-Expedition, während der George Mallory und Andrew Irvine bei einem Gipfelversuch verschwanden.
Beeindruckend war, dass Odell zwei Wochen oberhalb von 7.000 Metern verbrachte, ohne mit Sauerstoff angereicherte Luft zu atmen, und eine Höhe von über 8.500 Metern erreichte: später ein wesentliches Motiv für Reinhold Messner, am Everest zweimal (1978, 1980) ohne zusätzlichen Sauerstoff bis zum Gipfel gehen zu wollen.
Am 8. Juni 1924 versuchten George Mallory und Andrew Irvine über die North-Col-Route auf den Gipfel zu steigen. Odell, der den Anstieg im Fernglas verfolgte, berichtete, er habe sie um 12:50 Uhr eine der größeren Steilstufen des Nordost-Grates besteigen gesehen, und sie seien „stark im Anstieg für den Gipfel“ unterwegs gewesen ("going strongly for the top"). Sie entschwanden seinem Blick in einer aufziehenden Nebelwolke. Jedoch gibt es hernach keinen Beweis, dass sie den Gipfel erreichten. Sie kehrten niemals mehr in eines der Hochlager zurück und starben irgendwo hoch oben am Berg. Odell war die letzte Person, die die beiden lebend sah.
Nach ihrem Verschwinden stieg Odell auf der Suche nach den beiden Bergsteigern in der Nordwand des Everest bis über 8.500 Meter hoch.
Bei allen Untersuchungen zum Verschwinden der zwei Bergsteiger spielte Odell die Hauptrolle. Später wurde er sich unsicher, ob er die beiden am schwierigen Second Step auf 8.610 Meter Höhe, am leichteren First Step bei ca. 8.500 Metern, oder gar am ebenso weniger anspruchsvollen Third Step auf ca. 8.700 Metern gesehen hatte. In letzterem Fall wären die beiden keine 200 Höhenmeter unter dem Gipfel gewesen. Im Falle des First Step wären sie jedoch wesentlich zu spät unterwegs gewesen, um im Tageslicht noch den Gipfel erreicht zu haben.
Odell vertrat zeitlebens die Überzeugung, dass Mallory den Anstieg hochwahrscheinlich zum Gipfel geschafft habe und somit bereits vor der offiziell anerkannten Erstbesteigung 1953 durch Tenzing Norgay und Edmund Hillary auf dem höchsten Punkt der Erde gestanden habe.
1936 erreichte Noel Odell zusammen mit Bill Tilman den Gipfel des Nanda Devi, der zu jener Zeit und bis 1950 der höchste bestiegene Berg war. Odell kehrte 1938 unter der Leitung von Bill Tilman an den Everest zurück.
Noel Odell hatte eine bunte Karriere abseits des Bergsteigens. Er diente in beiden Weltkriegen bei den Königlichen Pionieren (Royal Engineers), er unterrichtete Geologie an einigen Universitäten, einschließlich Harvard und Cambridge. Ferner ist er Namensgeber für den Odell-Gletscher in der Antarktis.
1944 wurde er zum Fellow der Royal Society of Edinburgh gewählt.